# Christoph Hoffmann
Christoph Hoffmann (ur. 1815, zm. 1885) – niemiecki teolog, przywódca Wspólnoty Świątyni.

## Życiorys
Urodził się w 1815 r. Jego ojciec był notariuszem i pietystą, przywódcą gminy wyznaniowej w Kornthal. Hoffmann był nauczycielem religii i posłem w wirtemberskim parlamencie, ale w 1848 r. zrezygnował z mandatu poselskiego i skupił się na działalności religijnej. Ponieważ jednak nie miał wymaganych święceń został obłożony ekskomuniką.
W 1845 r. wraz z Georgiem Davidem Hardeggiem założył Towarzystwo dla Zebrania Ludu Bożego w Jerozolimie. W 1861 r. wraz z grupą zwolenników wystąpił z Kościoła Wirtembergii, a jego zgromadzenie przekształciło się we Wspólnotę Świątyni (Tempelgesellschaft). Wirtemberski parlament odrzucił propozycję petycji do sułtana osmańskiego o specjalne przywileje dla Wspólnoty, toteż za pieniądze, które wyłożył jej członek Martin Blaich, nabyto w 1856 r. majątek ziemski Kirschenhardhof, a zarząd Wspólnoty otworzył tam szkołę dla kandydatów na wyjazd do Palestyny. Łącznie w ciągu 11 lat, do 1856 r., akces do Wspólnoty złożyło ok. 750 osób, wśród których szczególnie cenieni byli rzemieślnicy, wykwalifikowani rolnicy, lekarze, agronomowie i inżynierowie, którzy mieli zapewnić Wspólnocie samowystarczalność w trudnych warunkach Bliskiego Wschodu.
30 października 1868 r. pierwszy statek Wspólnoty dotarł portu rybackiego w Hajfie. Wspólnota zaczęła od tego czasu fazę budowy infrastruktury: domów, warsztatów rzemieślniczych i pól uprawnych, a z czasem zakładów przemysłowych. Syjonistyczni koloniści, którzy zaczęli się osiedlać w Palestynie później, brali przykład z niemieckich imigrantów, m.in. kopiując ich systemy irygacyjne. Członkowie Wspólnoty niechętnie jednak nawiązywali współpracę z Żydami, uważając że to oni, a nie Żydzi, są narodem wybranym.
Zmarł w 1885 r. i został pochowany na jerozolimskim cmentarzu w dzielnicy Kolonia Niemiecka. Założona przez niego wspólnota istniała w Palestynie do II wojny światowej, kiedy jej istnienie zostało przez Brytyjczyków uznane za zagrożenie dla bezpieczeństwa regionu ze względu na popularność ideologii nazizmu wśród części jej członków. Członków Wspólnoty Świątyni najpierw internowano w osiedlu Waldheim koło Betlejem Galilejskiego, a następnie wywieziono do kolonii karnej w Australii, gdzie organizacja nadal istnieje.